# 데라마에 고타
데라마에 고타(일본어: 寺前 光太, 1995년 7월 9일~)는 일본의 축구 선수이다.

## 구단 경력
그는 2018년 J3리그의 후쿠시마 유나이티드 FC에 입단했고, 2년동안 팀에서 뛰었다. 2019년후 현역 은퇴.